# هرمان هاکمان

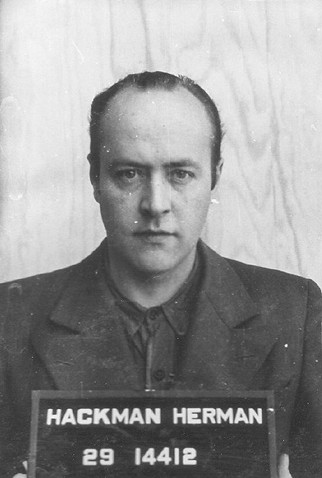
هرمان هاکمان در سال ۱۹۴۷ در طول نخستین دادگاه بوخن‌والد

هاوپت‌اشتورمفورر اس‌اس هرمان هاکمان (به آلمانی: Hermann Hackmann) (۱۱ اکتبر ۱۹۱۳ – ۲۰ آگوست ۱۹۹۴) یک جنایت‌گر جنگی از آلمان نازی بود. کاپیتان اس‌اس در دو اردوگاه مرگ در طول جنگ جهانی دوم. او یک افسر تماس رول در اردوگاه مرگ بوخن‌والد و رهبر گارد یا به اصطلاح محافظ بازداشت در اردوگاه کار اجباری مایدانک در لهستان تحت اشغال آلمان بود.

## دادگاه‌ها
هاکمان پس از جنگ توسط آمریکایی‌ها در سال ۱۹۴۷ در دادگاه بوخن‌والد محاکمه شد.او یکی از بیست‌ودو نازی محکوم به اعدام به جرم جنایات علیه بشریت در اردوگاه مرگ بوخن‌والد است هر چند این حکم به حبس ابد تخفیف یافت.جزئیات فعالیت‌هایش نشان می‌دهد که وی از روش‌های مختلفی برای شکنجه زندانیان استفاده می‌کرد و زندانیان از او ترس داشتند.وی زندانیان را مرتباً با چماق و شلاق مورد ضرب و شتم قرار می‌داد.معروف بود که وی زندانیان را وادار به زانوزدن می‌کرد و سپس به بیضه آنان لگد می‌زد.
در جریان سومین دادگاه مایدانک که بین سال‌های ۱۹۷۵ تا ۱۹۸۱ برگزار شد، وی به جرم کشتن حداقل ۱۴۱ زندانی در اردوگاه کار اجباری مایدانک به ده سال دیگر زندان محکوم شد.